# Mantispa crenata
Mantispa crenata är en insektsart som beskrevs av Navás 1914. Mantispa crenata ingår i släktet Mantispa och familjen fångsländor. Inga underarter finns listade i Catalogue of Life.